# MS Scandinavian Star
O MS Scandinavian Star, originalmente chamado MS Massalia, era um ferry para carros e passageiros construído na França em 1971. O navio foi incendiado em 7 de abril de 1990, matando 159 pessoas, e que a investigação oficial determinou ter sido causado por um condenado incendiário que morreu no incêndio. Esta descoberta já foi contestada.
Após um longo período de parada após o incêndio, ela acabou sendo reparada e reequipada e colocada de volta ao serviço de balsa como Regal Voyager, inicialmente no Mediterrâneo e depois no Caribe. Ela acabou sendo desfeita em 2004.

## História

### Antecedentes
Inicialmente chamado MS Massalia, o navio foi construído pela Dubigeon-Normandie S.A. em 1971 e entregue à Compagnie de Paquebots, que o atribuiu à rota Marselha-Málaga-Casablanca, operando por sua vez como navio de cruzeiro no Mar Mediterrâneo. Em 1984, o navio era propriedade de várias empresas e foi renomeado Stena Baltica, Island Fiesta e, finalmente, Scandinavian Star, nome dado pela Scandinavian World Cruises. O navio foi fretado para cruzeiros entre São Petersburgo/Tampa (Flórida, Estados Unidos) e Cozumel (Quintana Roo, México).

### Incêndios anteriores
O Scandinavian Star já havia sofrido outros incêndios ao longo de sua existência. Durante a investigação do desastre de 1990, descobriu-se que houve vários incêndios não registrados em 1985 causados por uma fritadeira e mais dois em 1988, o primeiro causado por uma linha de lubrificação rompida. Em 15 de março de 1988, o Scandinavian Star estava a cerca de 50 milhas náuticas (90 km) a nordeste de Cancun quando um incêndio começou na sala de máquinas. O navio, com 439 passageiros e 268 tripulantes a bordo, perdeu o fornecimento de energia e o sistema de oxigênio de emergência, dificultando o trabalho dos bombeiros. A incapacidade da tripulação de se comunicar efetivamente entre si e com os passageiros causou confusão durante os esforços de combate a incêndio e evacuação.

### Desastre de 1990
Em 1990, o Scandinavian Star foi colocado em serviço na rota Oslo-Frederikshavn para a empresa norueguesa DA-NO Linjen. Como o navio havia sido convertido de navio cassino para ferry de passageiros, a nova tripulação teve que ser treinada em apenas dez dias (o período normal de treinamento deveria ter sido entre seis e oito semanas, considerando as dimensões do navio). Muitos dos tripulantes não falavam inglês, norueguês ou dinamarquês, o que reduzia a eficácia de uma resposta de emergência. Erik Stein, técnico líder da seguradora marítima norueguesa Assuranceforeningen Skuld, havia inspecionado o navio e declarado deficiente em caso de incêndio, citando as portas corta-fogo como defeituosas entre outros aspectos.
Durante a madrugada de 7 de abril, por volta das 2h00 locais (21h00 UTC-3, 01h00 UTC) iniciou-se um incêndio que foi descoberto por um passageiro, que comunicou à recepção. O fogo alastrou-se do convés 3 para o 4 devido às escadas e tetos que funcionavam como chaminés, parando no convés 5. Embora os anteparos fossem de aço com paredes de amianto, eram revestidas com um motivo ornamental constituído por um laminado de resina melamina, um material que em análise posterior se revelaria altamente inflamável e uma das razões pelas quais o fogo se alastrou ao longo do convés 3 e posteriormente atingiu os conveses 4 e 5. Além do anterior, os lençóis queimados liberaram cianeto de hidrogênio e monóxido de carbono. Hugo Larsen, ao saber do incêndio, tentou fechar as portas corta-fogo do convés 3. No entanto, estas portas não foram concebidas para fecharem totalmente de forma automática e os alarmes de incêndio perto do convés 3 não soaram na ponte de comando porque eram acionados manualmente pelos passageiros ou tripulantes. Perto dali havia um estacionamento de veículos arejado com grandes ventiladores que circulavam o ar através de uma porta corta-fogo mal protegida, fazendo com que as chamas se espalhassem rapidamente do convés 3 para os conveses 4 e 5 por meio de escadas localizadas nas extremidades. Larsen mais tarde ordenou que a tripulação desligasse o sistema de ventilação ao perceber que estava alimentando o fogo; no entanto, isso facilitou a entrada de fumaça nas cabines de passageiros pelas aberturas das portas. Algumas das vítimas tentaram escapar da fumaça refugiando-se em áreas como armários ou banheiros, enquanto algumas continuaram dormindo em suas camas, embora tenham morrido de envenenamento. Aqueles que tentaram escapar possivelmente encontraram uma densa fumaça, o que pode tê-los desorientado (a falta de preparação da tripulação pode contribuir para a magnitude do desastre).
Os pesquisadores propuseram várias razões pelas quais muitos passageiros não foram evacuados com segurança:
- Várias pessoas provavelmente não ouviram os alarmes devido à distância entre eles e as cabines, bem como o ruído dos motores do navio.
- Algumas vítimas podem não ter conseguido encontrar uma saída devido à fumaça densa, que pode obscurecer completamente os sinais e as rotas de fuga.
- A queima de painéis de melamina nos corredores liberava cianeto de hidrogênio e monóxido de carbono, causando rápida inconsciência e subsequente óbito.
- Muitos tripulantes de origem portuguesa não falavam nem entendiam inglês, norueguês ou dinamarquês e nunca haviam participado de simulações de incêndio. Apenas alguns pensaram em colocar máscaras antes de entrar nos corredores cheios de fumaça.
- No convés 5, onde ocorreram mais óbitos, os corredores apresentavam um layout que continha vários becos sem saída.

O capitão ordenou que os alarmes gerais fossem ativados, pediu a todos que abandonassem o navio e enviou um pedido de socorro. Tanto Larsen quanto a tripulação abandonaram o navio antes que todos os passageiros fossem evacuados, com muitos permanecendo a bordo depois que o navio foi rebocado para o porto de Lysekil, na Suécia, onde os bombeiros apagaram o fogo em dez horas.

#### Vítimas
Larsen afirmou que a balsa transportava 395 passageiros e 97 tripulantes no momento do incêndio. Mais tarde foi determinado que 158 pessoas, ou aproximadamente um terço do total de passageiros, morreram no desastre (136 falecidos eram noruegueses). Além disso, uma das vítimas morreria duas semanas após o desastre devido aos ferimentos.
Muitos corpos foram carbonizados pelo fogo, razão pela qual mais de 100 especialistas trabalharam para identificar todos os restos encontrados por técnicos de polícia, patologistas forenses e dentistas. Inicialmente, foi relatado que muitos dos corpos encontrados pertenciam a crianças, embora  a polícia sueca afirmou que os menores de 7 anos não foram incluídos na lista de passageiros, causando confusão na contagem de óbitos.

#### Investigação
Uma investigação policial em Oslo inicialmente concentrou suas suspeitas em Erik Mørk Andersen, um motorista de caminhão dinamarquês que morreu no incêndio e teve três condenações por incêndio criminoso. Uma investigação posterior em 2009 estabeleceu que vários surtos independentes ocorreram no navio e que, portanto, mais pessoas deveriam estar envolvidas, especialmente se não estivessem familiarizadas com o projeto do navio. Por sua vez, um relatório de 2013 de um grupo norueguês chamado “Stiftelsen Etterforskning Av Mordbrannen Scandinavian Star” (“Fundação para a Investigação do incêndio do Scandinavian Star”) negou que Andersen fosse responsável, afirmando, por sua vez, o início de vários incêndios deliberados e a morte de Andersen em um dos dois primeiros surtos (nove horas antes do surto do último surto). Este relatório, por sua vez, afirmou que até nove tripulantes, já na equipe durante a atividade do navio em Tampa, foram responsáveis por seis incêndios no Scandinavian Star, bem como por vários atos de sabotagem tanto ao navio quanto aos esforços de seus companheiros para extinguir o incêndio. O relatório apontava fraude de seguro como motivo do incêndio (o navio estava segurado pelo dobro do seu valor pouco antes do desastre), afirmando ainda que foram necessárias várias pessoas com conhecimento interno do navio para que os eventos ocorressem. vão se desenvolver como eles. Este polêmico relatório, apesar de não ser oficial, despertou interesse renovado nas autoridades; em 2014, a investigação foi reaberta e as acusações contra Andersen foram retiradas.
Em março de 2015, o Parlamento norueguês decidiu abolir a prescrição para incêndios criminosos para que a investigação criminal e o processo continuassem possíveis para o caso Scandinavian Star. Por sua vez, em fevereiro de 2016, o investigador dinamarquês aposentado Flemming Thue Jensen, que havia liderado investigação em 1990, afirmou que o incêndio tinha sido sabotagem e tinha sido iniciado por membros da tripulação; que as portas corta-fogo foram abertas para permitir a propagação do fogo; e que um terceiro incêndio ocorreu após a evacuação do navio e foi causado por membros da tripulação que encharcavam os colchões com óleo diesel.

#### Mudanças de segurança
O desastre do Scandinavian Star levantou uma série de questões relacionadas à proteção contra incêndio e evacuação em navios de passageiros. Consequentemente, o Código Internacional de Sistemas de Segurança contra Incêndio SOLAS foi totalmente alterado em 1992.

#### Reforma, uso posterior e descomissionamento

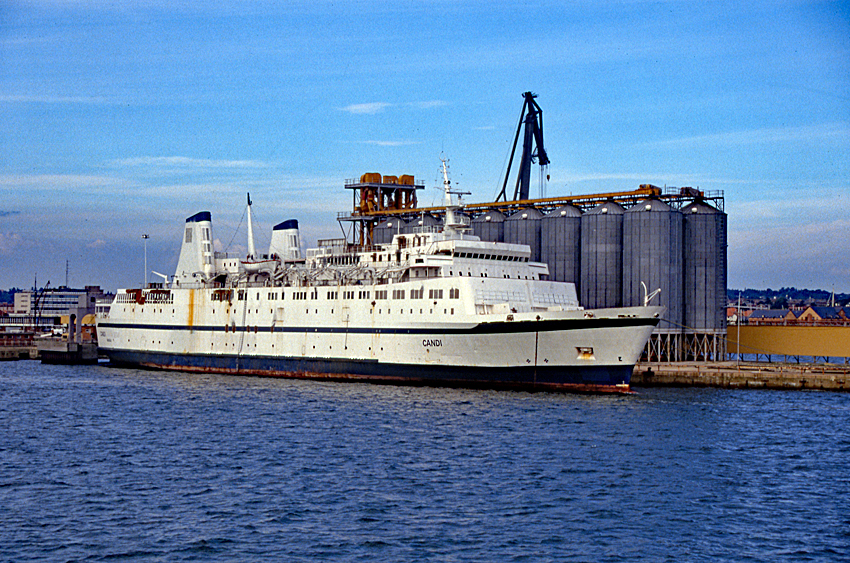
O ferry Scandinavian Star (renomeado Candi) em Southampton após o incêndio.

O navio foi rebocado para Copenhague em 18 de abril de 1990, chegando dois dias depois e lá permanecendo por vários meses. Em 11 de agosto foi trazido para o Reino Unido, primeiro para Kingston upon Hull e depois para Southampton em 10 de setembro, onde foi renomeado Candi simplesmente pintando sobre parte do nome original. Em fevereiro de 1994 foi vendido em leilão à International Shipping Partners e renomeado Regal Voyager antes de ser enviado para a Itália para reconstrução, depois arrendado à Comarit-Ferry e colocado em serviço na rota Tânger-Porto.
Em 1997 o navio foi registrado pela St. Thomas Cruises e colocado na rota entre Port Isabel (Texas) e Puerto Cortés (Honduras) para o Serviço de Ferry Isabel Cortes. Arrendada à Ferries del Caribe em 1999, a embarcação foi colocada na rota Santo Domingo (República Dominicana) - San Juan (Porto Rico). O navio foi descomissionado em Charleston (Carolina do Sul) em 2003, sendo vendido para um sucateador indiano em 2004 e renomeado Regal V. Chegou a Alang (Gujarat, Índia) em 14 de maio de 2004, iniciando o trabalho de desmantelamento cinco dias depois.

## Memoriais

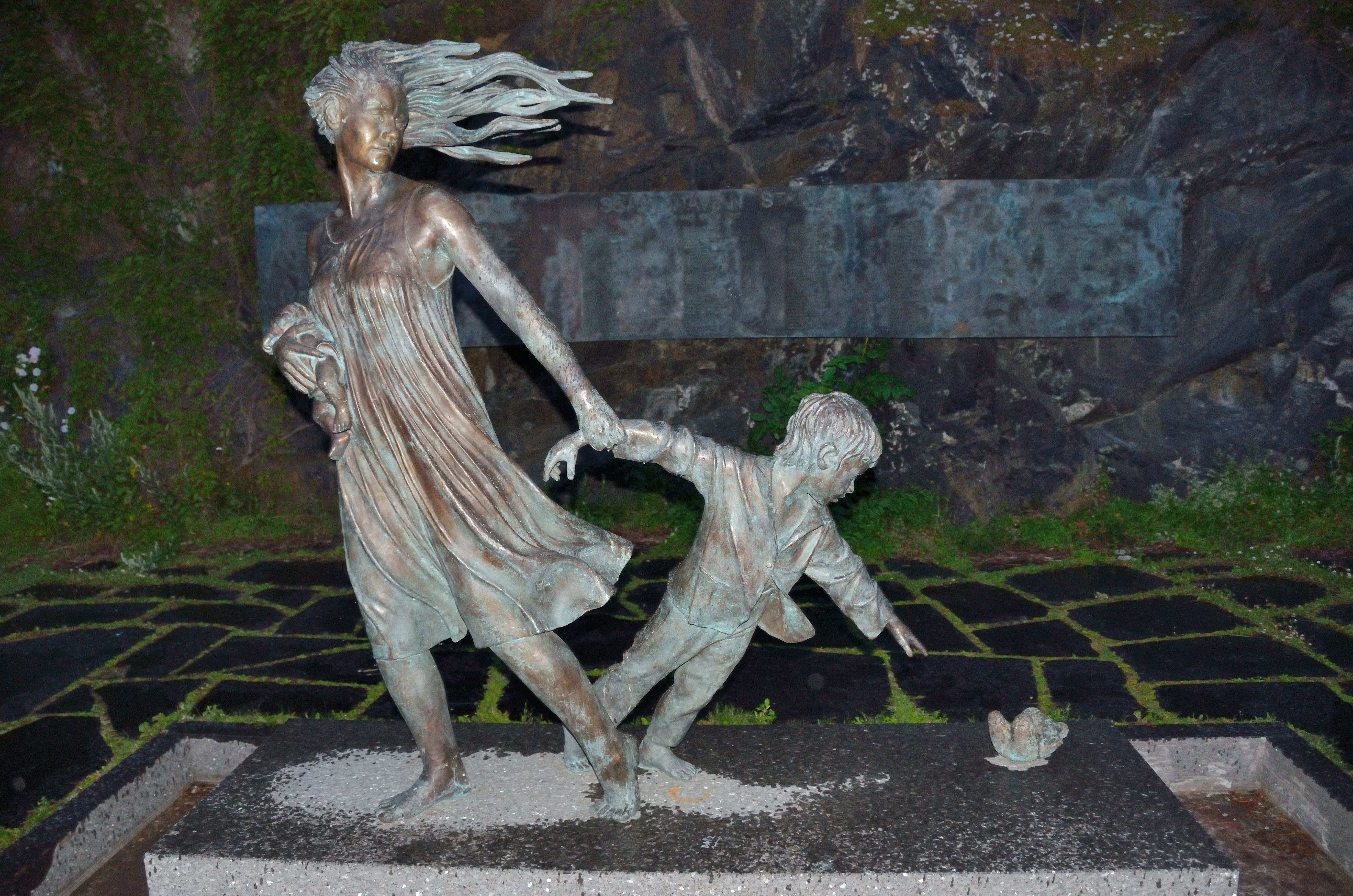
Memorial em Oslo para recordar o desastre do "Scandinavian Star".

Logo após o desastre, uma excursão memorial de dois dias foi organizada por um grupo de apoio, clérigos e psicólogos com o objetivo de lembrar as vítimas e ajudar os sobreviventes e suas famílias. Cerca de 300 pessoas participaram da viagem, que jogaram flores no Mar do Norte durante o pôr do sol.
Em 7 de abril de 2006, um memorial foi inaugurado em Oslo, perto da Fortaleza de Akershus. A obra mostra estátuas de bronze de uma mulher carregando um bebê e tentando carregar uma criança pequena que está prestes a ir na direção oposta para pegar um ursinho caído no chão, apresentando também uma placa com os nomes das vítimas.
Em 2015, por ocasião do 25º aniversário da tragédia, a Rainha Sonja da Noruega, a Primeira-Ministra Erna Solberg, a Prefeita de Oslo Fabian Stang e o Embaixador Dinamarquês na Noruega Torben Brylle prestaram homenagem às vítimas e sobreviventes em uma cerimônia diante do mar. Por sua vez, um memorial permanente foi inaugurado em Lysekil em 13 de maio de 2021, coincidindo com o Dia da Ascensão e a Festa do Fim do Jejum.

## Documentário e possível reabertura do caso
Em 2020, a DR, NRK e o canal TV4 transmitiram o documentário de seis horas Scandinavian Star, baseado no livro do jornalista do Politiken Lars Halskov intitulado Branden - Gåden om Scandinavian Star (O Fogo - O Enigma do "Scandinavian Star"). O documentário contou os acontecimentos em  detalhes e revelou muitas informações sobre o que aconteceu na noite do incêndio; por que a verdade sobre o Scandinavian Star nunca foi revelada; como as autoridades fraudaram as vítimas; e a falta de investigações policiais sobre os eventos:
- Ao contrário das autoridades, muitos especialistas em incêndio acreditam que houve pelo menos quatro surtos iniciados em momentos diferentes naquela noite, em vez de apenas um que se espalhou pelo navio. Eles apontam que as evidências para sugerir isso incluem o fato de que a mesma seção do navio queimou duas vezes e que os bombeiros suecos sustentam que o fogo foi extinto enquanto o navio estava sendo rebocado para Lysekil, embora um grande incêndio tenha ocorrido em uma área completamente diferente cinco horas após o navio atracar.
- Não há evidências que sugiram que Erik Mørk Andersen tenha iniciado qualquer um dos focos, além do fato de sua morte ter ocorrido durante o segundo incêndio.
- Vários especialistas e o principal investigador da autoridade marítima dinamarquesa Flemming Thue Jensen não acreditam que o incêndio tenha sido obra de um incendiário. Todos os surtos foram iniciados por profissionais que sabiam o que estavam fazendo e tinham uma compreensão completa do projeto do navio. Quando o segundo incêndio começou, duas portas corta-fogo estavam bloqueadas, uma com dois colchões e outra com um grande bloco de concreto acessível apenas aos membros da tripulação. Manter essas duas portas abertas garantiu a rápida propagação do fogo, pois manteve o fluxo de ar do convés abaixo do fogo, o que causou um efeito chaminé, enquanto o foco foi iniciado em um local do navio cuja ventilação permitiu que o fogo se espalhasse . alcançar facilmente outros andares, bem como a extremidade oposta do barco.
- O Scandinavian Star foi adquirido oficialmente por Henrik Johansen por um preço de US$ 21,7 milhões e imediatamente segurado por US$ 24 milhões pela empresa Fjerde Sø. Apenas uma semana antes, o navio havia sido vendido por apenas US$ 10 milhões para a SeaEscape Ltd., um possível indício de fraude de seguros, embora esse fato nunca tenha sido devidamente investigado pelas autoridades. Um representante sueco da PolFerries, que estava interessado em adquirir o navio em 1990, afirmou que o Scandinavian Star era "um cavalo de três patas" e que seu valor não estava nem perto de US $ 20 milhões devido, pelo menos em parte, ao seu pobre manutenção, uma vez que não era um ferry Ro-Ro. Este último foi um sério inconveniente para um navio que transportava veículos, pois todos eles precisam sair da balsa quando ela chega, em vez de continuar até a outra extremidade do navio.
- Nas primeiras horas de 7 de abril, enquanto os bombeiros tentavam apagar o fogo, quatro tripulantes foram levados de helicóptero de volta ao navio: o engenheiro-chefe, outro engenheiro, o eletricista-chefe e o capitão Hugo Larsen. Os quatro declararam que queriam ajudar, embora a atitude do engenheiro-chefe e do eletricista-chefe fosse altamente suspeita. Em uma ocasião, o eletricista-chefe chutou as cunhas sob as portas corta-fogo na tentativa de fechá-las (essas cunhas foram colocadas pelos bombeiros para sua própria segurança). Além disso, os quatro desapareceram de repente e não foram vistos pelos bombeiros novamente.
- De acordo com vários bombeiros e equipes de resgate suecos, três pessoas desconhecidas saíram do navio durante a noite em direção ao porto de Lysekil e desapareceram antes que a polícia pudesse ser alertada. Pouco depois, um grande incêndio eclodiu na área frontal do restaurante, atingindo temperaturas tão altas que levou mais doze horas para extinguir as chamas. De acordo com os bombeiros, não houve incêndios anteriores em nenhuma das áreas ao redor do restaurante.
- Vários surtos de origem suspeita afetaram tanto o Scandinavian Star quanto seus navios irmãos durante suas viagens pelo Caribe. Em 1984, um incêndio destruiu completamente o navio, reduzindo seu valor a zero, o que resultou na indenização do valor total do navio por seguro.
- O Scandinavian Star estava longe de ser navegável quando começou a acomodar passageiros em 1º de abril de 1990, com sua segurança também recebendo baixa prioridade. Enquanto o navio estava atracado em Cuxhaven, na Alemanha, em março, um inspetor da seguradora norueguesa Assuranceforeningen Skuld examinou a balsa e deu instruções específicas de que várias deficiências precisavam ser reparadas antes que o navio pudesse obter seguro de responsabilidade civil e viajar com passageiros. Os problemas identificados incluíam portas corta-fogo mal fechadas, aspersores enferrujados que não podiam ser testados, uma porta corta-fogo substituída por uma porta de vidro ineficaz e a ausência de uma broca de incêndio. Apesar disso, a seguradora acabou emitindo seguro de responsabilidade civil.
- De acordo com as autoridades marítimas dinamarquesas e norueguesas, nenhum deles foi informado sobre o Scandinavian Star, razão pela qual nenhuma inspeção foi realizada antes de 7 de abril. De acordo com a autoridade marítima dinamarquesa, o navio foi registrado em Nassau (Bahamas) e, portanto, apenas obrigado a cumprir os regulamentos de segurança muito mais brandos do país. No entanto, o ex-secretário e presidente da Associação Dinamarquesa de Marinheiros, Henrik Berlau, revelou no documentário que as autoridades marítimas dinamarquesas sabiam que o Scandinavian Star não estava pronto para transportar passageiros desde antes do navio ser designado para sua rota na semana passada. semana de abril de 1990. No entanto, as autoridades optaram por manter esse fato em segredo após a tragédia porque poderia responsabilizar o país por danos. Berlau sustenta que sua fonte de informação é o ex-gerente das autoridades marítimas e que adiaram a inspeção legal por duas semanas (o navio pegou fogo antes da data marcada para a inspeção). As autoridades marítimas condenaram as declarações de Berlau, dizendo que não encontraram provas documentais que sugerissem que algum funcionário tenha visto o navio.

O documentário levou o parlamento dinamarquês a votar em 9 de maio de 2020 para iniciar uma audiência do governo. Entre as questões estavam o status do caso e o que estava sendo feito para conseguir o encerramento.